# Birk (materiale)
 For alternative betydninger, se Birk (flertydig). (Se også artikler, som begynder med Birk)
Birketræ som materiale stammer fra træsorten birk (Betula), der findes i ca. 60 artsvarianter i den nordlige halvkugles tempererede egne. Fra Danmark kendes arterne Dunbirk og Vortebirk. Birketræet forbindes især med sin hvide, grå eller lyse rødlige bark. Som materiale er træet almindeligvis lyst med en blank, hvidgullig farve (Alm. Birk). En gyldenbrun, kirsebærlignende variant kendes fra Kanadisk Birk. Træet er finporet, let til middeltungt og har gerne utydelige årringe. Det kan fremstå ’flammet’, dvs. med mørkere aftegninger.
Birk er såkaldt splintvedstræ eller splinttræ. Materialet anvendes til mange formål, herunder som brænde, til tømmer, finér og møbelproduktion samt til drejer- og træskærerarbejde.

## Egenskaber
Betegnelsen splinttræ dækker over det forhold, at birk ikke danner kernetræ. Birketræstammen ikke kan således ikke opdeles i splintved (det yderste ved eller lag i stammen, som indeholder mange levende celler, og hvorigennem vand og næringssalte sendes fra træets rod op til bladene) og kernetræ, en indre hårdere og materialemæssigt mere holdbar kerne. Træet har således ikke de holdbarhedsmæssige egenskaber som findes ved kernetræ. Ved kontakt med vand og jord rådner det let. Holdes træet tørt, kan det til gengæld holde længe.
Birketræ er elastisk, bøjeligt og let at forarbejde. Det er middeltungt, stærkt og hårdt træ.
Under tørring svinder birketræ en del, men det holder formen godt. Ifølge Snedkerhåndbogen – en udførlig dansk tobinds udgivelse om snedkerarbejde fra 1958 – er birketræ "moderat modstandsdygtigt" over for ild.

## Anvendelse
Snedkerhåndbogen anfører følgende anvendelsesområder for birketræ i et register over træsorterne og deres egenskaber:
Finér, krydsfinér, drejerarbejde, møbler, stigetræ, vognstænger, slædemeder, blæseinstrumenter, galanterivarer, håndgreb, trævarer, sportsredskaber.”
I Skandinavien og Rusland har birkebark været brugt som tagdækning.